# Živye i mёrtvye
Živye i mёrtvye (Живые и мёртвые) è un film del 1964 diretto da Aleksandr Borisovič Stoller.